# Steffl
Steffl is een warenhuis aan de Kärntner Straße in het district Innere Stadt in Wenen, Oostenrijk. Het is vernoemd naar de nabijgelegen Stephansdom, die ook wel bekend staat als "Steffl".

## Geschiedenis
Op de plaats van het huidige warenhuis, stond in het verleden warenhuis M. Neumann, ontworpen door Otto Wagner en gebouwd in 1895-1896. Op 11-12 april 1945 vloog de winkel in brand tijdens de Slag om Wenen en werd in 1949 gesloopt vanwege de oorlogsschade.
In 1949-50 bouwde Carl Appel een nieuw gebouw met negen verdiepingen (van -1 tot +7) voor het bedrijf Neumann, dat sinds 1961 bekend staat als het warenhuis Steffl. In die tijd was de Kärntner Straße nog geen voetgangersgebied.
Op 1 mei 1979 werd een brand ontdekt op de dameskledingafdeling op de tweede verdieping en ging 900m² winkelruimte in vlammen op. Tijdens het opruimen werd opnieuw een brandlucht geroken en ontdekte de politie een tijdbom. De volgende dag werden twee andere tijdbommen ontdekt in een naburig warenhuis. De organisatie "Erster Mai" (eerste mei) claimde de aanslagen als protest tegen het kapitalisme. In 1986 werd de gevel van het warenhuis verandert naar een ontwerp van Rudolf Vorderegger.
De winkel is in de jaren 90 volledig gerenoveerd. In 2007 verwierf zakenman Hans Schmid het warenhuis en het vastgoed. Sindsdien is het warenhuis geleidelijke verbouwg en geherporsitioneerd.
Het totale vloeroppervlak bedraagt circa 13.000m². De bovenste verdieping is de thuisbasis van de "Sky Bar" en het restaurant.

## Cultuur
Wolfgang Amadeus Mozart componeerde de Zauberflöte en het Requiem tijdens het laatste jaar van zijn leven in het kleine Kayserhaus, dat tot het midden van de 19e eeuw op de plaats (aan de Rauhensteingasse 8, aan de achterkant van het huidige gebouw)stond waar nu het warenhuis staat. Een gedenkplaat herdenkt de dood van Mozart op 5 december 1791.